# Hans Neuenfels

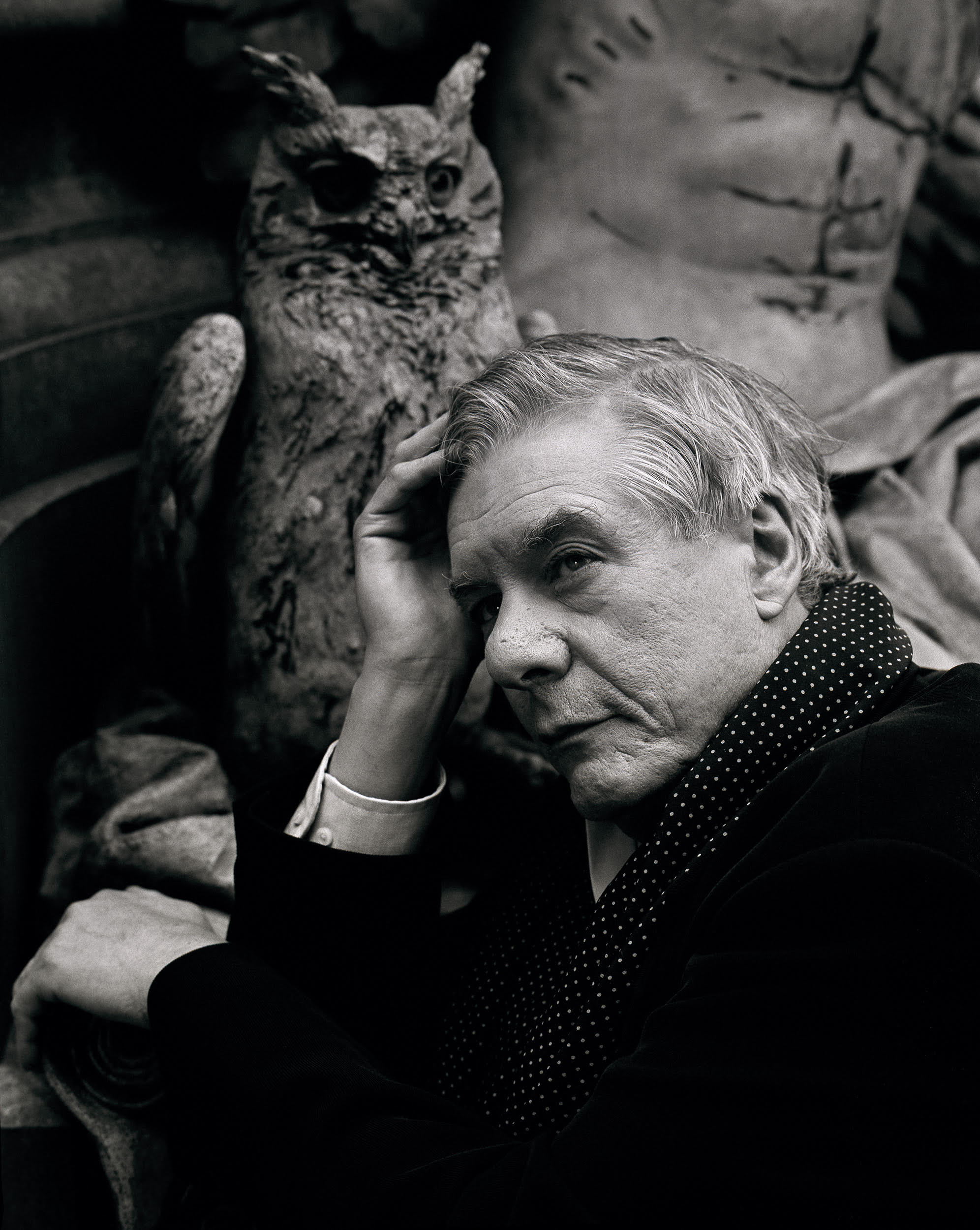
Hans Neuenfels porträtiert von Oliver Mark, Berlin 2006

Hans Neuenfels (* 31. Mai 1941 in Krefeld; † 6. Februar 2022 in Berlin) war ein deutscher Theater- und Opernregisseur, Theaterintendant, Schriftsteller, Filmemacher und Librettist.

## Leben
Hans Neuenfels studierte Schauspiel und Regie am Max-Reinhardt-Seminar in Wien sowie von 1960 bis 1964 an der damaligen Folkwang Hochschule in Essen-Werden (heute Folkwang Universität der Künste). Am 2. Februar 1962 nahm er an der Bühne für sinnliche Wahrnehmung – KONZIL, einem im Rahmen des „Studium Universale“ der Universität Bonn von Gerd Hergen Lübben gegründeten kulturellen Forum, mit seinen Gedichten ABSPRUNG IN ANDEREN ATEM teil. Über ein Jahr war Hans Neuenfels Assistent von Max Ernst und lebte mit ihm in Paris.
1964 begann Hans Neuenfels mit eigenen Inszenierungen am Ateliertheater am Naschmarkt in Wien. Er arbeitete am Theater Trier, Theater Krefeld und an der Städtischen Bühne, dem Theater Heidelberg.
1972 ging Neuenfels nach Frankfurt am Main, wo er unter der Intendanz von Peter Palitzsch im Mitbestimmungsmodell das Schauspiel mitprägte (Medea von Euripides, 1975 und Goethes Iphigenie auf Tauris, 1979). Er inszenierte unter anderem Roger Vitracs Victor oder Die Kinder an der Macht, in Hamburg mit Ulrich Wildgruber und in Wien mit Klaus Maria Brandauer, Penthesilea am Schillertheater (Berlin) mit Elisabeth Trissenaar, Ein Sommernachtstraum ebenfalls am Schillertheater mit Bernhard Minetti, Das Käthchen von Heilbronn am Wiener Burgtheater mit Anne Bennent sowie 1977 Frank Wedekinds Lulu am Schauspielhaus im „Corso“ Zürich.
1974 begann mit Verdis Der Troubadour in Nürnberg seine Karriere als Opernregisseur: „[…] die Aufführung dem Abbruch nahe […] – andererseits Überwältigung, suggestive, bis heute unvergessliche Impressionen“. Berühmt wurde 1981 seine Produktion von Giuseppe Verdis Aida an der Oper Frankfurt (Bühnenbild Erich Wonder, Dirigent Michael Gielen), und geradezu sprichwörtlich wurde Neuenfels’ Entscheidung, die Titelheldin als Putzfrau zu zeigen. In Frankfurt inszenierte er auch Die Gezeichneten von Franz Schreker.
Im Jahr 1983 führte Neuenfels Regie bei der imaginären Jean-Genet-Biographie Reise in ein verborgenes Leben, dessen Drehbuch er auch verfasste. Nach der Uraufführung im Rahmen der Berliner Festwochen am 30. September 1983 wurde der Film jedoch nicht ausgestrahlt. Die Filmproduzentin Regina Ziegler begründete dies: «Der Film war in der damaligen Zeit dann doch zu viel des Guten. Verschiedene ARD-Sender warfen uns eine unerträgliche Fäkalsprache vor und verweigerten die Ausstrahlung. Der Stoff, in dem Genets Homosexualität eine Hauptrolle spielt, war seiner Zeit voraus und ist bis heute nicht gesendet worden». Der Film wurde erst wieder 2020 online gezeigt. Von 1986 bis 1990 leitete Neuenfels als Intendant das Theater der Freien Volksbühne in West-Berlin in der Nachfolge von Kurt Hübner.
Unter der Intendanz von Klaus Zehelein in Stuttgart feierte Hans Neuenfels’ Neuinszenierung von Die Meistersinger von Nürnberg in der Ausstattung von Reinhard von der Thannen im Juni 1993 ihre Premiere, der 1998 mit Die Entführung aus dem Serail seine erste Inszenierung einer Mozart-Oper folgte, die 1999 zu den Internationalen Maifestspielen Wiesbaden eingeladen und im selben Jahr mit dem Bayerischen Kunstpreis ausgezeichnet wurde. Ein Gastspiel der Staatsoper Stuttgart mit dieser Produktion, die der SWR fürs Fernsehen aufzeichnete, folgte beim Hong Kong Arts Festival 2003.
Skandale oder zumindest größeres Aufsehen produzierten Le prophète (Giacomo Meyerbeer) an der Wiener Staatsoper, seine Nabucco-Interpretation an der Deutschen Oper Berlin sowie im Sommer 2001 Die Fledermaus von Johann Strauss bei den Salzburger Festspielen.
Zeit seines Lebens war er schriftstellerisch tätig. Zahlreiche Artikel erschienen in Theater heute, in Die Zeit und anderen Zeitungen. 1991 veröffentlichte er seinen ersten Roman Isaakaros. 2000 wurde sein erstes eigenes Stück Frau Schlemihl und ihre Schatten am Münchener Residenztheater und sein erstes Libretto Giuseppe e Sylvia – eine Überarbeitung seines Original-Stoffes von 1991 – mit der Musik von Adriana Hölszky 2001 an der Staatsoper Stuttgart unter seiner Regie uraufgeführt. Für seine Rede über die Klassik, die er anlässlich der Eröffnung einer Antikenausstellung in Berlin hielt, wurde er 2003 mit dem Cicero-Rednerpreis ausgezeichnet.
Seine Inszenierungen im Jahre 2004 waren Leoš Janáčeks Die Sache Makropulos in Stuttgart (Dirigent: Sylvain Cambreling), Fidelio in Hamburg (Dirigent: Ingo Metzmacher), die Uraufführung der von ihm selbst getexteten Oper Die Schnecke (Musik: Moritz Eggert) am Nationaltheater Mannheim und Schostakowitschs Lady Macbeth von Mzensk, Komische Oper Berlin. 2005 schrieb und inszenierte er für die RuhrTriennale eine „Oper mit Klavier“ mit dem Titel Schumann, Schubert und der Schnee.
In Neuenfels’ Idomeneo-Inszenierung, welche im März 2003 an der Deutschen Oper Berlin Premiere hatte, gibt es im Epilog eine Szene, in der Idomeneo die abgeschlagenen Köpfe von Poseidon, Christus, Mohammed und Buddha aus einem Laken holt und diese auf vier Stühle stellt. Nach einer Warnung des Landeskriminalamts setzte die Deutsche Oper Berlin Idomeneo am 25. September 2006 aus Angst vor islamistisch motivierten Anfeindungen gegen diese Szene ab. Nach heftigen öffentlichen Protesten und einer Entwarnung des LKA wurde die Oper (in unveränderter Inszenierung) ab Dezember 2006 wieder aufgeführt.
Ab 2005 war Neuenfels Mitglied der Bayerischen Akademie der Schönen Künste und ab 2006 Mitglied der Akademie der Künste in Berlin.
2010 inszenierte Neuenfels Richard Wagners Lohengrin bei den Bayreuther Festspielen und Johann Simon Mayrs Medea in Corinto an der Bayerischen Staatsoper München. In der Spielzeit 2016 / 2017 führte Neuenfels am  Münchner Residenztheater Regie zur Tragödie Antigone von Sophokles (in einer Bearbeitung von Hans Neuenfels und Philipp Lossau). Bei den Salzburger Festspielen 2018 inszenierte er (Regie) die Oper Pique Dame von Peter Iljitsch Tschaikowski aus dem Jahr 1890.
Hans Neuenfels starb im Februar 2022 im Alter von 80 Jahren in Berlin.

## Privates
Neuenfels war mit der im Januar 2024 verstorbenen Schauspielerin Elisabeth Trissenaar verheiratet, die er während seines Studiums am Max-Reinhardt-Seminar kennengelernt hatte. Sie lebten in Berlin. Aus der Ehe ging der gemeinsame Sohn Benedict Neuenfels hervor, der als Kameramann tätig ist.

## Ehrungen, Preise
- 1994: Kainz-Medaille der Stadt Wien
- 2003: Cicero-Rednerpreis
- 2005: Opernregisseur des Jahres
- 2008: Opernregisseur des Jahres
- 2012: Niederrheinischer Literaturpreis
- 2015: Opernregisseur des Jahres[10]
- 2016: Deutscher Theaterpreis Der Faust (Preis für das Lebenswerk)[11]
- 2020: Lebens- und Ehrenpreis von OPER! AWARDS[12]

## Literarische Arbeiten
- 1959: Ovar und Opium. Ein manieristisches Diktat – Zyklos aus fünf Gedichten, Eremitenpresse, Stierstadt im Taunus
- 1963: Mundmündig, Galerie der Spiegel, Köln
- 1991: Isaakaros, Residenz Verlag, Salzburg
- 2001: Neapel oder die Reise nach Stuttgart, Jung und Jung, Salzburg
- 2009: Wie viel Musik braucht der Mensch? Über Oper und Komponisten, Bertelsmann, München, ISBN 978-3-570-58005-9 (= Edition Elke Heidenreich bei C. Bertelsmann).
- 2011: Briefe an Vater und Sohn, mit Grafiken von Bernhard Jäger, Corvinus Presse
- 2011: Das Bastardbuch. Autobiografische Stationen. Bertelsmann, München, ISBN 978-3-570-58028-8 (= Edition Elke Heidenreich bei C. Bertelsmann).
- 2012: Ich war der Kater von Dmitri Schostakowitsch, in: Katzenmusik und Katerstimmung: Tierisch-musikalische Geschichten, herausgegeben von Elke Heidenreich und illustriert von Rudi Hurzlmeier, Bertelsmann, München, ISBN 978-3-570-58036-3 (= Edition Elke Heidenreich bei C. Bertelsmann).
- 2022: Fast nackt. Letzte Texte. Mit einem Nachruf von Elke Heidenreich. Eisele, München 2022, ISBN 978-3-96161-147-8.

## Filmografie
- 1983: Reise in ein verborgenes Leben
- 1983: Heinrich Penthesilea von Kleist
- 1983: Die Familie oder Schroffenstein
- 1984: Die Schwärmer
- 1985: Das Gehirn zu Pferde
- 1988: Europa und der zweite Apfel. Der tollwütige Mund (TV)
- 1990: Das Blinde Ohr der Oper
- 1999: Die Entführung aus dem Serail (TV)
- 2001: Die Fledermaus (La chauve-souris) (TV)